# Helinho (ur. 1964)
Helinho, właśc. Hélio Ricardo Dias de Conceição (ur. 14 maja 1964 w Rio de Janeiro) – piłkarz brazylijski, występujący na pozycji napastnika.

## Kariera klubowa
Karierę piłkarską Helinho rozpoczął w klubie Botafogo FR w 1983 roku. W Botafogo 1 lutego 1984 w wygranym 1-0 meczu z Portuguesie São Paulo Helinho zadebiutował w lidze brazylijskiej. Był to udany debiut, gdyż Helinho w 51 min. zdobył jedyną bramkę w meczu. W również w barwach Botafogo Helinho wystąpił ostatni raz w lidze brazylijskiej 18 grudnia 1988 w zremisowanym 0-0 meczu z Santosem FC. Ogółem w latach 1984–1988 w lidze brazylijskiej wystąpił w 45 meczach, w których strzelił 8 bramek.
W 1989 był zawodnikiem Grêmio Porto Alegre. Z Grêmio zdobył mistrzostwo stanu Rio Grande do Sul – Campeonato Gaúcho. Potem Helinho występował jeszcze m.in. w Bangu AC, Remo Belém, Paysandu SC i Madureirze Rio de Janeiro.

## Kariera reprezentacyjna
Helinho występował w olimpijskiej reprezentacji Brazylii. W 1983 roku uczestniczył w Igrzyskach Panamerykańskich w Caracas na których Brazylia zdobyła brązowy medal. Na turnieju Édson Souza wystąpił w dwóch meczach reprezentacji Brazylii z Meksykiem i Urugwajem.